# Moradabad (dystrykt)
Moradabad (dystrykt) (Hindi: मोरादाबाद ज़िला, Urdu: مراد آباد ضلع) – dystrykt w stanie Uttar Pradesh w Indiach. Stolicą jest miasto Moradabad. Dystrykt ten znajduje się w Dywizji Moradabad.
W 2011 r. był drugiem pod względem ludności dystryktem w stanie Uttar Pradesh.